# Mikrowellentrocknung

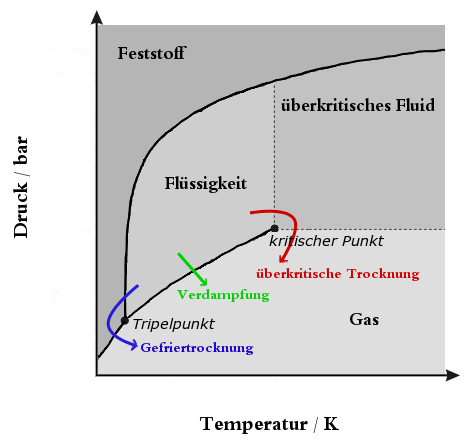
Veranschaulichung verschiedener Trocknungsverfahren.

Bei der Mikrowellentrocknung, einem Trocknungsverfahren, wird eine nasse Bausubstanz direkt entfeuchtet. Dies geschieht durch die Bestrahlung mit hochenergetischen Mikrowellen, die eine Bewegung der Wassermoleküle im Inneren der Bausubstanz auslösen. Die hierbei entstehende Reibungswärme trocknet die Bausubstanz von innen nach außen. Bei lebenden Organismen ist dieses Verfahren wie jede Trocknung tödlich, zusätzlich fällt die Dämpfung der Ausbreitung der Strahlung mit dem Wasseraustritt weg. Das Verfahren ist nur für metallfreie Bausubstanz geeignet.

## Einsatzbereich
- lokale und schlecht zugängliche Bereiche
- starkes Mauerwerk
- Gasbeton
- Schwerbeton

## Vorteile
- Trocknung läuft wesentlich schneller als bei der Kondensations- bzw. Adsorptionstrocknung ab; feuchte Bausubstanz kann unter Umständen innerhalb von wenigen Tagen getrocknet werden
- bei kleinen Flächen geringerer Energieaufwand, als bei dem Kondensations- bzw. Adsorptionstrocknungsverfahren

## Nachteile
- bei großen Flächen sehr hoher Energieaufwand
- hoher Personal- und Maschineneinsatz
- hoher wirtschaftlicher Aufwand
- in der Materialstruktur können lokale Schädigungen auftreten
- Gefahrenrisiko der Schädigung durch Mikrowellen (Strahlenrisiko):

Mikrowellen erzeugen ihre Wirkung durch den asymmetrischen Aufbau der Wassermoleküle. Wenn die bestrahlte Bausubstanz bereits komplett getrocknet ist, jedoch eine weitere Bestrahlung erfolgt, besteht die Gefahr, dass die Mikrowellen in den Raum gelangen und dort Personen- und Sachschäden verursachen. Des Weiteren besteht die Gefahr, dass Metallteile im Baukörper bestrahlt werden, die vor dem Trocknungsverfahren nicht aufgefunden wurden. In Abhängigkeit von der dielektrischen Eigenschaft des Metalls kann es zu erheblichen lokalen Erhitzungen oder Spannungsüberschlägen kommen.
Aufgrund der genannten Gefahren sollte die Anwendung dieser Methode nur von sehr gut geschultem Personal und unter Beachtung hoher Sicherheitsvorkehrungen durchgeführt werden.